# Kristna Socialistförbundet
Kristna Socialistförbundet (Bond Christen-Socialisten) var ett nederländskt kristet vänsterparti, bildat 1907.
Partiets ledstjärna var det dubbla kärleksbudet i Matteusevangeliet. Utifrån detta formade man mottot "Gud, dig själv och din nästa".
Kristna Socialistförbundet verkade för republik, lika rättigheter för män och kvinnor, fri utbildning, skärpt arbetsrättslagstiftning, minimilöner, sociala skyddsnät, militär avrustning och rätt till vapenfri tjänst, självständighet för de Västindiska öarna och enkammarparlament.
De två mest kända partiledarna för KSF var predikanterna Willy Kruyt och Bart de Ligt. Den sistnämnde var en känd förespråkare för vapenvägran.
I valet 1918 fick KSF runt 8000 röster (0,6 %) och ett mandat i andra kammaren. 
Året därpå lämnade KSF:s ende parlamentsledamot partiet och hoppade av till Socialdemokratiska Partiet. 
Andra partimedlemmar gick med i SDAP medan en tredje grupp avhoppare bildade Kristliga Folkpartiet.
1926 gick man samman med två andra småpartier (Kristdemokratiska Partiet och Kristligt Sociala Partiet) och bildade Kristdemokratiska Unionen.